# Liliana Forzani
Liliana María Forzani (c. 1966) es una matemática y estadística, investigadora, profesora y divulgadora científica argentina. Desarrolla tareas de investigación en la Facultad de Ingeniería Química en la categoría de investigadora principal del Consejo Nacional de Investigaciones Científicas y Técnicas (CONICET) y es profesora titular en el Departamento de Matemática de la Facultad de Ingeniería Química de la Universidad Nacional del Litoral. También es la presidenta de la Unión Matemática de América Latina y el Caribe (UMALCA) desde 2021, convirtiéndose en la primera mujer en el cargo. Es reconocida por su trabajo de comunicación de la ciencia con iniciativas innovadoras,  que promueven las matemáticas en niños y jóvenes además de la equidad de género.

## Trayectoria profesional
En primer lugar se formó en Matemática Aplicada por Universidad Nacional del Litoral (1988), luego obtuvo el doctorado en Ciencias Matemáticas por la Universidad Nacional de San Luis, en 1993, que completó con el doctorado en Estadística por la Universidad de Minnesota en 2007.
Como divulgadora científica busca formas innovadoras de comunicar la ciencia al público. Entre ellas, se destaca la creación y desarrollo del Festival de matemáticas ANIMATE, evento que obtuvo un gran impacto en la provincia de Santa Fe que llevó a la creación del área de Cultura Científica en la Facultad de Ingeniería Química de la UNL. También es la responsable de instaurar la celebración del Día de Ada Lovelace en Latinoamérica, este homenaje ofrece diferentes actividades científicas para niñas de diez a doce años y promueve carreras STEM, enfatizando el rol significativo de las mujeres en la ciencia.
Se desempeña como como investigadora principal del CONICET y también como profesora titular del Departamento de Matemática de la Facultad de Ingeniería Química de la Universidad Nacional del Litoral.

## Premios y reconocimientos
El reconocimiento de L'Oréal-Unesco Por la mujer en la ciencia le fue entregado en 2017 por su trabajo Reducción suficiente de dimensiones: teoría y aplicacionesdonde desde la estadística propone un método de manejo de datos más preciso y eficiente para la obtención de información.
En 2023 fue distinguida con el premio Científicas Que Cuentan en la categoría trayectoria, una distinción que otorga el Centro Cultural de la Ciencia, junto con el Programa Nacional para la Igualdad en Géneros, del Ministerio de Ciencia, Tecnología e Innovación argentino, el CONICET, el Institut Français d’ Argentine y la Embajada de Francia con el apoyo de Sanofi. Se destacó que recibe esta mención «por la excelencia de un trabajo en divulgación de la ciencia innovador y variado que incluye iniciativas que se han consolidado y marcado hitos, entre las que sobresalen aquellas que promueven la importancia de las matemáticas. También se reconoce su gran aporte para visibilizar el trabajo de las mujeres en las ciencias».